# Antennaria scoriadea
Antennaria scoriadea är en svampart som beskrevs av Berk. 1845. Antennaria scoriadea ingår i släktet Antennaria och familjen Venturiaceae.   Inga underarter finns listade i Catalogue of Life.